# Кокосовые острова (аэропорт)

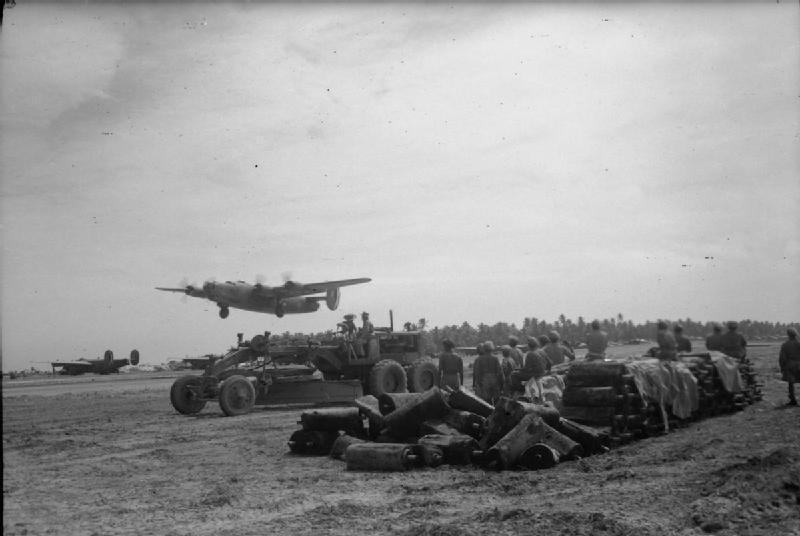
Британский Liberator взлетает для очередного вылета на захваченную японцами Суматру.

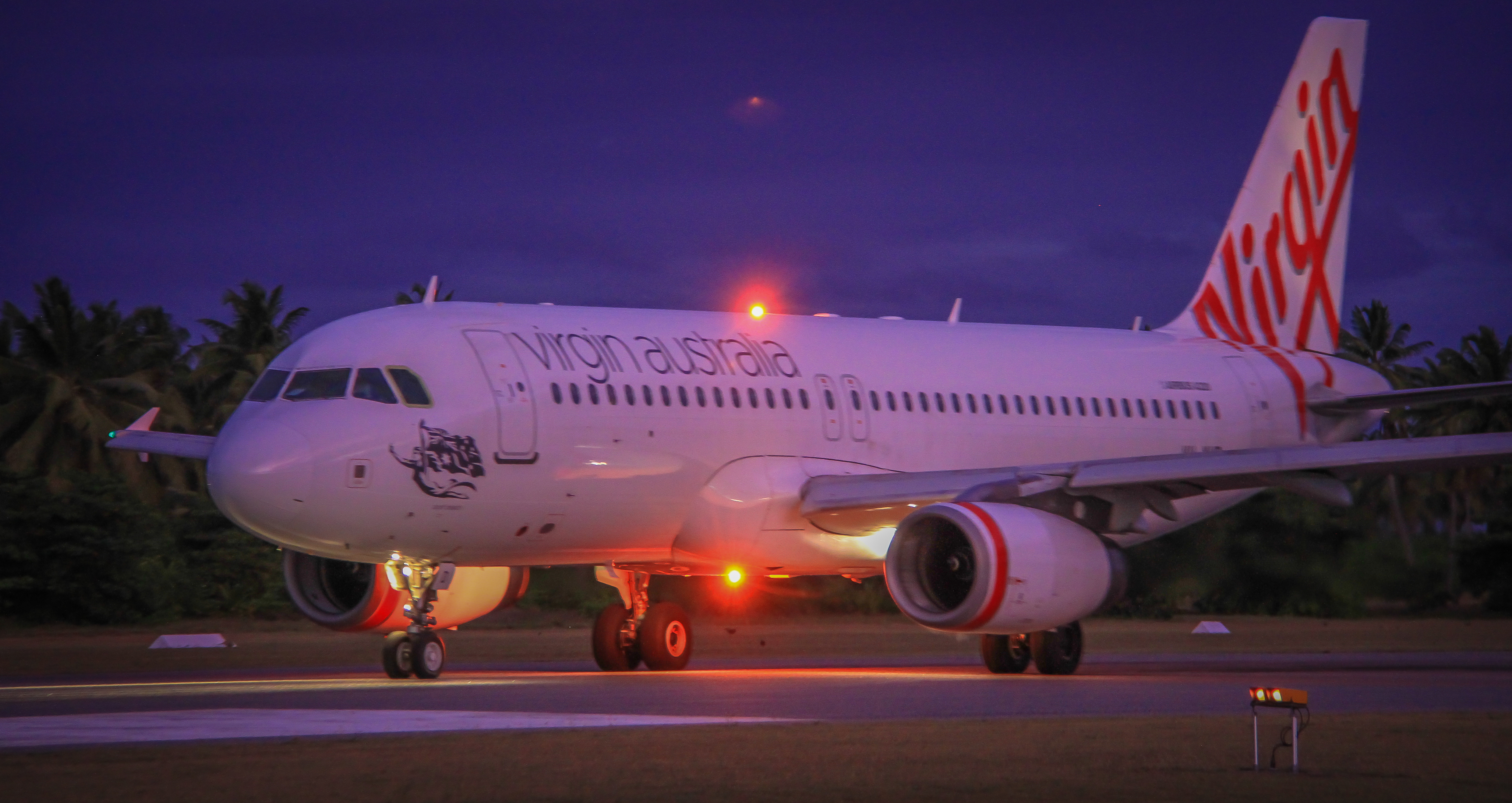
Airbus A320 авиакомпании Virgin Australia в аэропорту Кокосовых островов

Международный аэропорт Коко́совых (Ки́линг) островов (англ. Cocos (Keeling) Islands Airport Intl.) — гражданский аэропорт на территории Австралии в Индийском океане, на острове Уэст-Айленд южной группы архипелага Кокосовые острова.

## История
В мае 1945 года, во время Второй мировой войны была построена взлётно-посадочная полоса и использовалась союзниками для обслуживания и дозаправки транспортных и боевых самолётов. 
В 1946 году военный аэродром был закрыт. В 1952 году он был вновь открыт для гражданского воздушного движения и использовался авиакомпанией Qantas для дозаправки своих самолётов, рейсами из Австралии в Южную Африку и Европу.

## Характеристика
Единственный в регионе гражданский аэропорт островной группы. Расположен в юго-западной части архипелага, в 4 км к югу от столицы Кокосовых Островов, города Уэст-Айленд (англ. West Island). 
Аэропорт имеет одну взлетно-посадочной полосу 15/33, с асфальтовым покрытием. 
Длина ВПП — 2,441 метров, ширина — 45 метров, высота над уровнем моря около 3 метров. 
Средняя температура +24°С . Самый жаркий месяц июнь, — +25°C, самый холодный месяц январь, — +24°С. Количество осадков, в среднем, — 1557 мм в год. Самый дождливый месяц февраль, — 250 мм осадков, самый сухой месяц октябрь, — 23 мм осадков.

## Статистика аэропорта
| Год     | Пассажиров (чел.) | Взлётов/Посадок |
| ------- | ----------------- | --------------- |
| 2001–02 | 4740              | 218             |
| 2002–03 | 4328              | 212             |
| 2003–04 | 4976              | 218             |
| 2004–05 | 5631              | 226             |
| 2005–06 | 5632              | 224             |
| 2006–07 | 6501              | 232             |
| 2007–08 | 6510              | 320             |
| 2008–09 | 5611              | 238             |
| 2009–10 | 9129              | 302             |
| 2010–11 | 15 712            | 303             |
| 2011–12 | 8106              | 306             |
| 2012–13 | 9083              | 295             |
| 2013–14 | 7901              | 300             |
| 2014–15 | 11 008            | 254             |
| 2015–16 | 17 364            | 208             |
| 2016–17 | 15 811            | 221             |
| 2017–18 | 14 544            | 201             |
| 2018–19 | 14 933            | 208             |
| 2019–20 | 11 318            | 208             |
| 2020–21 | 16 353            | 221             |

## Медиафайлы
- Flying Christmas to Cocos Island (2013) на YouTube